# Igreja Evangélica Nacional Presbiteriana da Guatemala
A Igreja Evangélica Nacional Presbiteriana da Guatemala (em espanhol: Iglesia Evangélica Nacional Presbiteriana de Guatemala) é a maior denominação reformada na Guatemala. A igreja foi formada por missionários da Igreja Presbiteriana nos Estados Unidos da América e hoje atua com diversas obras sócias no país.

## História
Em 1882 chegaram a Guatemala os primeiros missionários presbiterianos, enviados pela Igreja Presbiteriana nos Estados Unidos da América. O período em que a igreja foi iniciada é de grande relevância pois reflete o momento de tensão entre o Liberalismo Teológico e o Fundamentalismo.
A igreja investiu em obras educacionais e assistência social, de forma que atingiu grande de número de membros entre a classe média do país. Em 1950 foi formado o primeiro sínodo, que tornou-se independente em 1962. Com o crescimento das década seguintes, a igreja atingiu a população indígena, sendo necessária a formação de presbitérios específicos para indígenas.
No ano de 1993 um conflito interno na igreja provocou a saída de parte dos membros que formaram o Sínodo Evangélico Presbiteriano Sudoeste da Guatemala. 
Desde 2004, a igreja tem uma participação indígena majoritária. À época, tinha cerca de 25.000 membros.
Em 2013, a denominação relatou ter 60.000 membros, em 6 presbitérios de língua espanhola e 11 de línguas indígenas.

## Doutrina
A igreja subscreve o Credo dos Apóstolos e a Confissão de Fé de Westminster. Além disso a igreja admite plenamente a ordenação Feminina.

## Relações Inter-eclesiásticas
A igreja tem relações com a Igreja Presbiteriana (EUA), faz parte da Comunhão Mundial das Igrejas Reformadas e da Aliança de Igrejas Presbiterianas e Reformadas da América Latina.